# Armand Brugnaud
Armand Claude Étienne Brugnaud, né à Lapalisse le 5 décembre 1899 et mort le 6 février 1961 à Moulins (Allier), est un peintre français.

## Biographie
Fils d'un ébéniste, il fait ses études au lycée de Roanne puis à l’École des beaux-arts de Lyon avant de suivre les cours des Arts décoratifs et de l’école des beaux-arts de Paris. Enseignant (1925), il expose au Salon des indépendants de 1928 un paysage et une nature morte et en 1929, les toiles Paysage du Bourdonnais et Un coin d'atelier. Il est professeur au lycée Théodore-de-Banville de Moulins de 1929 à 1960.
Membre du Salon d'automne, il reçoit en 1952 une médaille d'or au Salon des artistes français.
Il est le conservateur du musée Anne-de-Beaujeu de Moulins de 1932 à sa mort.